# أعراس
أعراس، مجموعة شعرية من مؤلفات الشاعر العربي الفلسطيني محمود درويش، صدرت في عام 1977، عن دار العودة في بيروت، لبنان.